# St. Antoni FR
| FR ist das Kürzel für den Kanton Freiburg in der Schweiz. Es wird verwendet, um Verwechslungen mit anderen Einträgen des Namens St. Antoni zu vermeiden. |

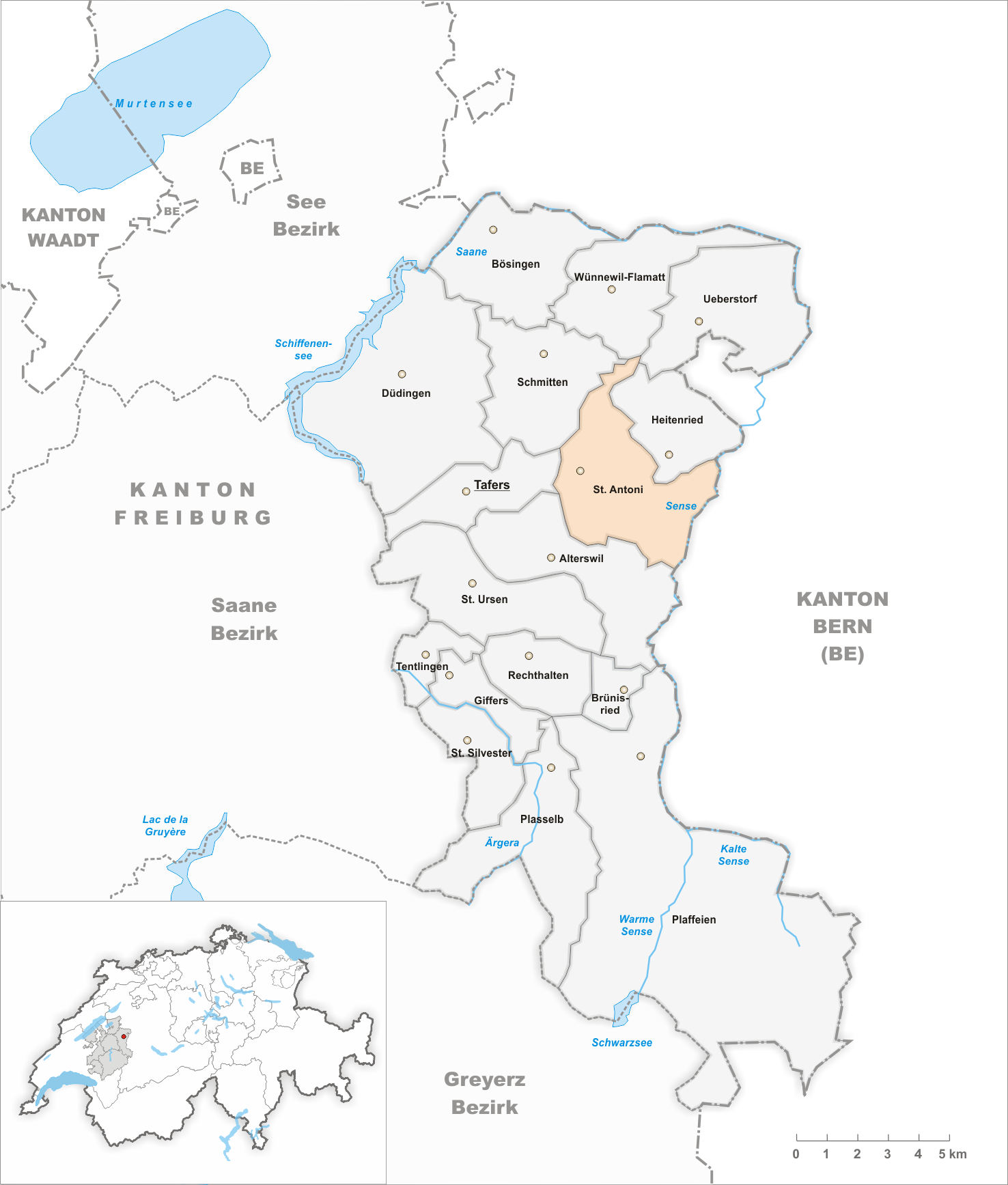
Gemeindestand vor der Fusion am 1. Januar 2021

St. Antoni (Betonung auf dem «o»; französisch Saint-Antoine; Freiburger Patois Chin t'Anténoⓘ) ist eine Ortschaft in der Gemeinde Tafers im Sensebezirk des Kantons Freiburg in der Schweiz. Sie hiess bis zum Jahre 1860 offiziell Schrickschrot, nach dem Namen der Hauptsiedlung, in der auch die Pfarrkirche steht. Am 1. Januar 2021 fusionierte St. Antoni mit Tafers und Alterswil zur Gemeinde Tafers.

## Geographie
Die ehemalige Gemeinde St. Antoni ist eine Streusiedlung mit vielen Weilern und Höfen. Dazu gehören unter anderem Niedermuhren, Obermonten (auch Obermontenach bzw. Montagny-Dessus genannt), Schweni und St. Antoni.
Die auf einer Anhöhe gelegene Pfarrkirche bildet den Siedlungsmittelpunkt auf etwa 715 m ü. M. Höchster Punkt ist der Chutz mit 886 m ü. M., tiefster Punkt der Ledeubach unterhalb Tutzishus an der Mündung des Muhrenbachs auf 614 m ü. M.
Das ehemalige Gemeindegebiet umfasste 16,79 km², womit St. Antoni die flächenmässig viertgrösste Gemeinde des Sensebezirks war. Das Dorf St. Antoni selbst steht am Rande des verzweigten Gebietes.
Die ehemalige Gemeinde grenzte entlang der Sense, vom Sodbach bis Schweni, auf 4 km an den Kanton Bern. Das gegen Süden ansteigende Gebiet reicht von der kollinen bis zur voralpinen Zone. Entsprechend vielfältig ist die Vegetation.
Nachbargemeinden von St. Antoni waren Alterswil, Heitenried, Schmitten, Tafers, Ueberstorf und Wünnewil-Flamatt.

## Wappen
Blasonierung
Geteilt von Gold mit wachsendem schwarzen Antoniterkreuz, behängt mit zwei schwarzen Glöckchen und von Blau mit drei silbernen Ringen
Das Gemeindewappen wurde 1925 als Folge eines Irrtums eingeführt. Noch während zwanzig Jahren war man danach der Ansicht, der Freiburger Schultheiss Jean Gambach habe die Antoniuskapelle auf dem Schrick gegründet, weshalb das Gambacher Familienwappen den Platz in der unteren Hälfte des Wappens zugesprochen erhielt. Schultheiss Gambach war tatsächlich Eigentümer einer Antoniuskapelle – allerdings in der Hauptstadt Freiburg, dort wo sich heute die Universität befindet. Mit der aus dem 16. Jahrhundert stammenden Kapelle in St. Antoni hat die Gambach'sche Stiftung keine Beziehung. Die drei silbernen Ringe der Gambach sind dem Wappen trotzdem erhalten geblieben. Den Stab mit den zwei Glöcklein des Heiligen Antonius trägt die Gemeinde aber zu Recht. Antonius wurde als Patron der Haustiere verehrt. Weil sein Tier besonders das Schwein war, liess die Armenfürsorge während des Mittelalters Schweine halten. Sie konnten frei herumlaufen und trugen Glöckchen als Erkennungszeichen. Vor dem Fest ihres Patrons wurden sie geschlachtet und das Fleisch an die Armen verteilt.

## Geschichte
Am Platz des heutigen Dorfkerns gab es bis 1447 keine Siedlung. Sie entstand erst nach dem Sieg der Freiburger über die Berner von 1448 um die darauf erbaute Antonius-Kapelle herum. Ab der Mitte des 16. Jahrhunderts übertrug sich der Name der Kapelle auf den Ort selbst.
Die heutige Gemeinde gehörte einst zur Pfarrei Tafers und damit zur Alten Landschaft. Der Platz, auf dem die Kirche gebaut ist, heisst Schrick, was steil bedeutet. Mit der Aufteilung der alten Pfarrgemeinde wurde St. Antoni 1831/32 zur selbstständigen politischen Gemeinde. 1848 mit der neuen Kantonsverfassung wurde St. Antoni in den damals neu geschaffenen Sensebezirk eingegliedert.

## Bevölkerung
Mit der Revision der Bauordnung im Jahre 1994 nahm auch die Einwohnerzahl zu. Bautätigkeit war vor allem in Lampertshalten, Burgbühl, Niedermonten und Niedermuhren festzustellen. 1990 stellte die Eidgenössische Volkszählung noch 1725 Einwohner fest. Am 31. Dezember 2020 wohnten in der Gemeinde bereits 2065 Personen.
Einwohnerzahlen: Volkszählungsdaten

## Wirtschaft
Die Gemeinde ist traditionell landwirtschaftlich geprägt. Über 90 Betriebe bewirtschaften im Haupt- oder Nebenerwerb 1372 ha Land, wobei die Milchwirtschaft der Höhenlage und Vegetation angepasst die wichtigste Rolle spielt. So gibt es (wegen der grossen Wege) in Niedermuhren, Schweni und St. Antoni selbst auch noch drei Käsereien, in denen täglich 16 Tonnen Milch verarbeitet werden. In Obermonten gibt es eine Milchsammelstelle, welche das Unternehmen Cremo in Villars-sur-Glâne beliefert.
In neuerer Zeit haben sich Gewerbe-, Industrie- und Dienstleistungsbetriebe angesiedelt. Trotz dieser Zunahme an Arbeitsplätzen bleibt St. Antoni eine typische Wegpendlergemeinde.

## Verkehr
St. Antoni liegt zwischen Tafers und Heitenried an der Hauptstrasse von Freiburg nach Schwarzenburg im Kanton Bern. Durch zwei Buslinien der Freiburgischen Verkehrsbetriebe, die von Freiburg nach Heitenried (und zeitweise weiter nach Schwarzenburg bzw. Wünnewil) führen, ist St. Antoni an das Netz des öffentlichen Verkehrs angeschlossen.

## Post

Die Poststelle befand sich von 1946 bis 1983 in diesem Chalet an der Hauptstrasse Richtung Tafers.

Bis 1860 wurden in St. Antoni die wenigen Briefe jeweils sonntags von einem Landjäger (Polizisten) vor der Kirche verteilt. Konnte er einen Brief nicht übergeben, steckte er ihn nochmals für eine Woche in seine Tasche. Die erste Postablage wurde 1865 von Posthalter Johann Fasel eröffnet. Sie befand sich bis 1899 im alten Sigristenhaus, das sich mit der Zeit als zu klein und unpraktisch erwies. Nach der Umwandlung in ein Postbüro 1909 wurde dieses 1912 ins neu gebaute Gemeindehaus verlegt. Weil die Räumlichkeiten aufgrund des stetig zunehmenden Verkehrs auch dort zu eng wurden, zog die Post 1937 in ein Gebäude neben dem Wirtshaus und 1946 in einen Neubau im Chalet-Stil.
Die Post blieb über ein Jahrhundert in den Händen derselben Verwandtschaft: Auf Johann folgt Ulrich Fasel, 1911 übernimmt sein Neffe Christophe Müller, dessen Familie die Stelle bis 1986 führt. Als neben der Post auch die Raiffeisenbank erhöhten Platzbedarf verspürt, baute diese eine neue Überbauung mit Läden und Wohnungen, das 1983 eingeweihte «Santonihus». Seither befindet sich im selben Gebäude eine im Dorfladen integrierte Postagentur.

## Sehenswürdigkeiten

### Chutz

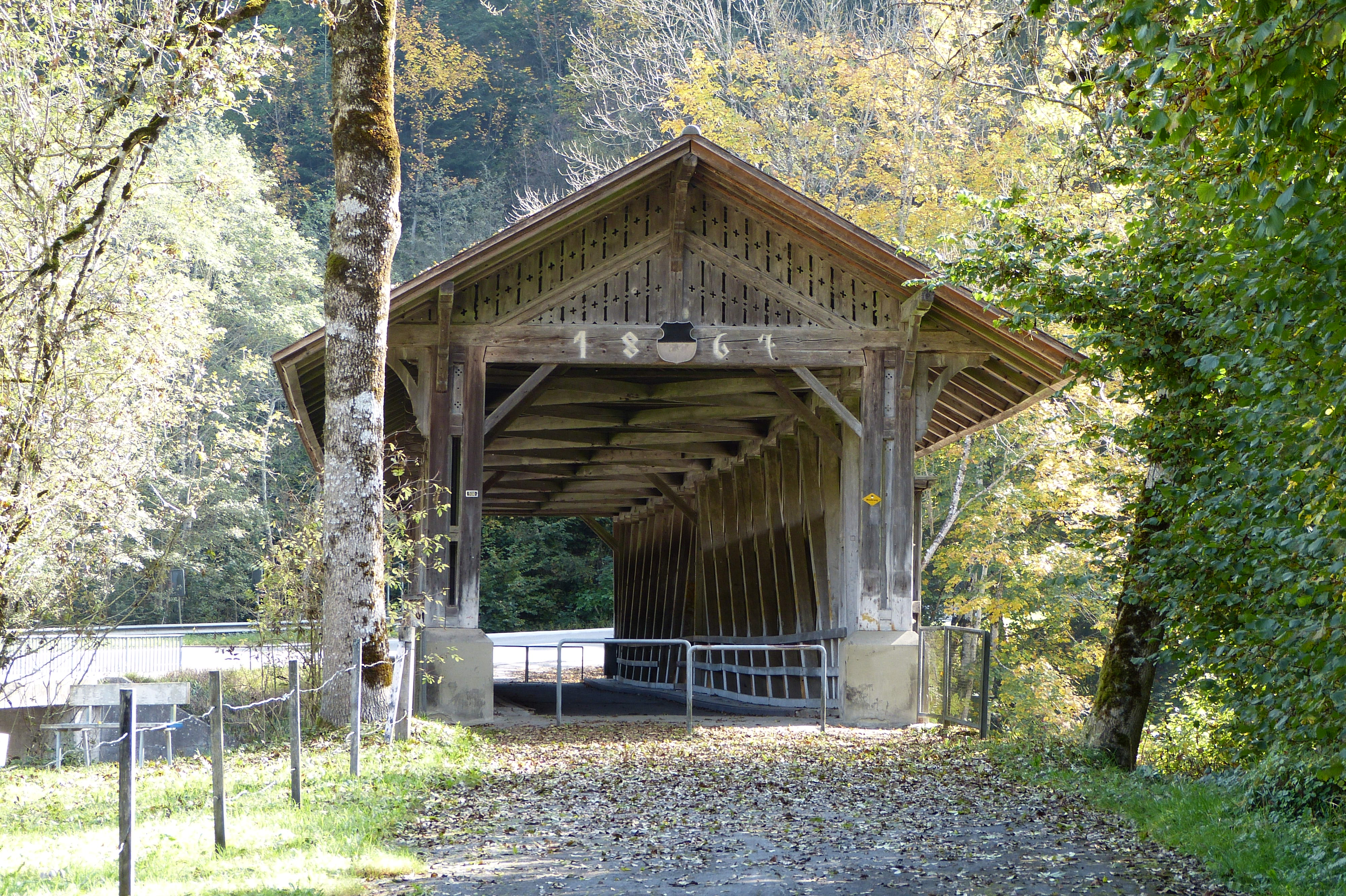
Alte Sodbachbrücke

Der Chutz mit seinen 886 m ü. M. ist ein Aussichtspunkt mit Blick auf die Freiburger Voralpen sowie die Berner Alpen. Auf dem Chutz gibt es eine Aussichtsplattform und eine Feuerstelle.

### Alte Sodbachbrücke
Die gedeckte Sodbachbrücke liegt zu je einem Viertel auf Gemeindegebiet von St. Antoni und Heitenried sowie zur Hälfte auf Gemeindegebiet von Schwarzenburg. Sie galt früher als wichtiger Handelsweg zwischen den Kantonen Bern und Freiburg. Die 1876 fertiggestellte und insgesamt 43 Meter lange Holzbrücke führt über die Sense.

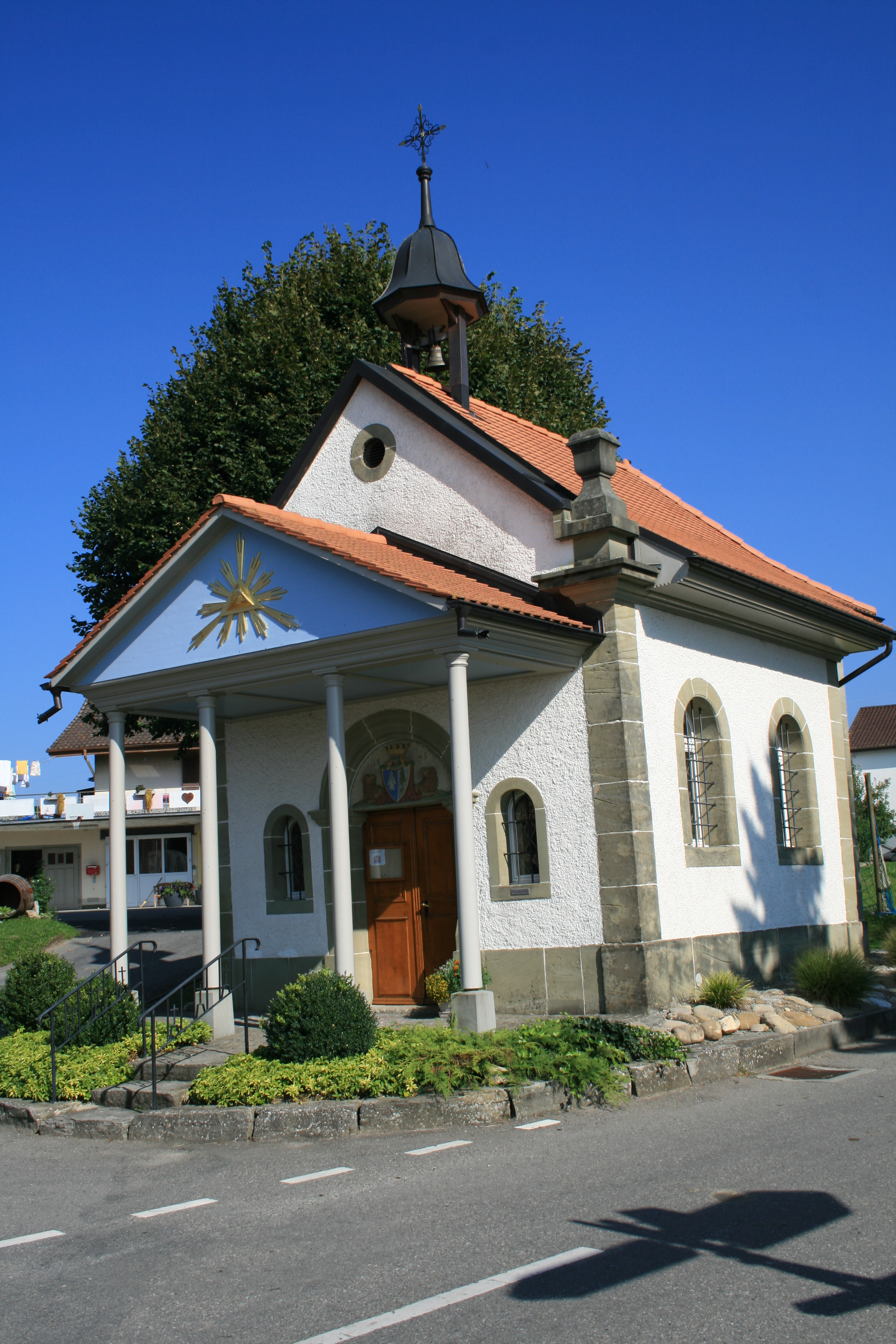
Kapelle Obermonten

### Kapelle Obermonten
Die Obermontenkapelle zu Ehren «Unserer Lieben Frau von der göttlichen Vorsehung» wurde 1670 durch Bischof Strambino feierlich eingeweiht. Bei einem Brand 1844 konnte nur die Muttergottesstatue vor den Flammen gerettet werden. Louis de Buman liess die Kapelle wieder erbauen. Am 26. Mai 1846 segnete der Bischof Stephan Marilley die Kapelle zu Ehren Marias, Mutter der Vorsehung und der Dreifaltigkeit.

### Bildungszentrum Burgbühl
Das heutige Bildungszentrum Burgbühl wurde in den Jahren 1929 bis 1931 gebaut und diente in den folgenden Jahren als Noviziat der Kanisiusschwestern und als Exerzitienhaus.
Am 14. März 1967 wurde Swetlana Iossifowna Allilujewa, Tochter des sowjetischen Diktators Josef Stalin, zu den Nonnen in das Haus des heutigen Bildungszentrums gebracht. Die halbe Welt suchte sie, doch niemand erwartete sie in St. Antoni. Am 3. April 1967 wurde Swetlana Iossifowna Allilujewa nach Freiburg in das Visitantinnenkloster gebracht. Am 21. April 1967 verliess Stalins Tochter die Schweiz in Richtung New York.
Seit 1972 ist es das katholische Bildungszentrum der Region Deutschfreiburg. Zusammen mit dem 1987 umgebauten Viktor-Schwaller-Haus bietet es Räume und Möglichkeiten für unterschiedliche Gruppen und Bedürfnisse. Ein grosser Park schmückt den Umschwung des Bildungszentrums.

## Persönlichkeiten
- René Aebischer (1941–2012), Politiker (CVP)
- Beat Vonlanthen (* 1957), Politiker, Ständerat und ehemaliger Staatsrat des Kantons Freiburg (CVP/Die Mitte)

## Bilder

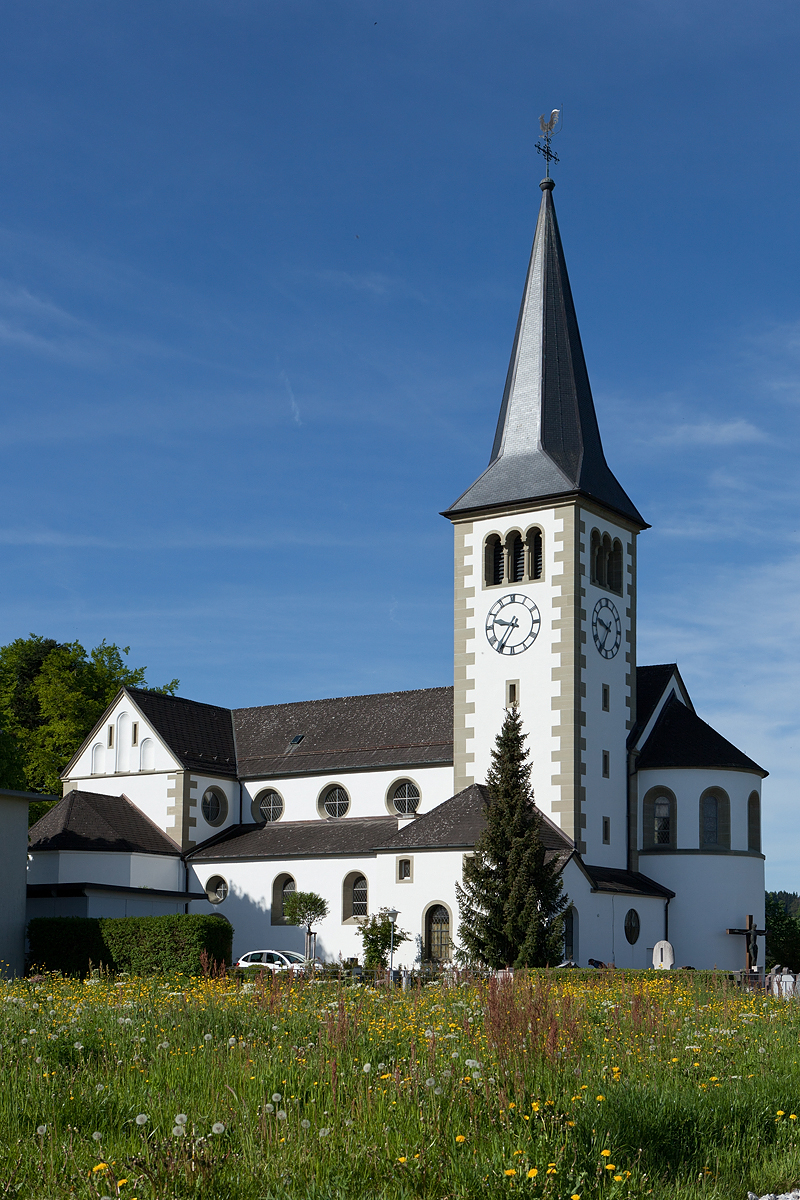
Katholische Kirche
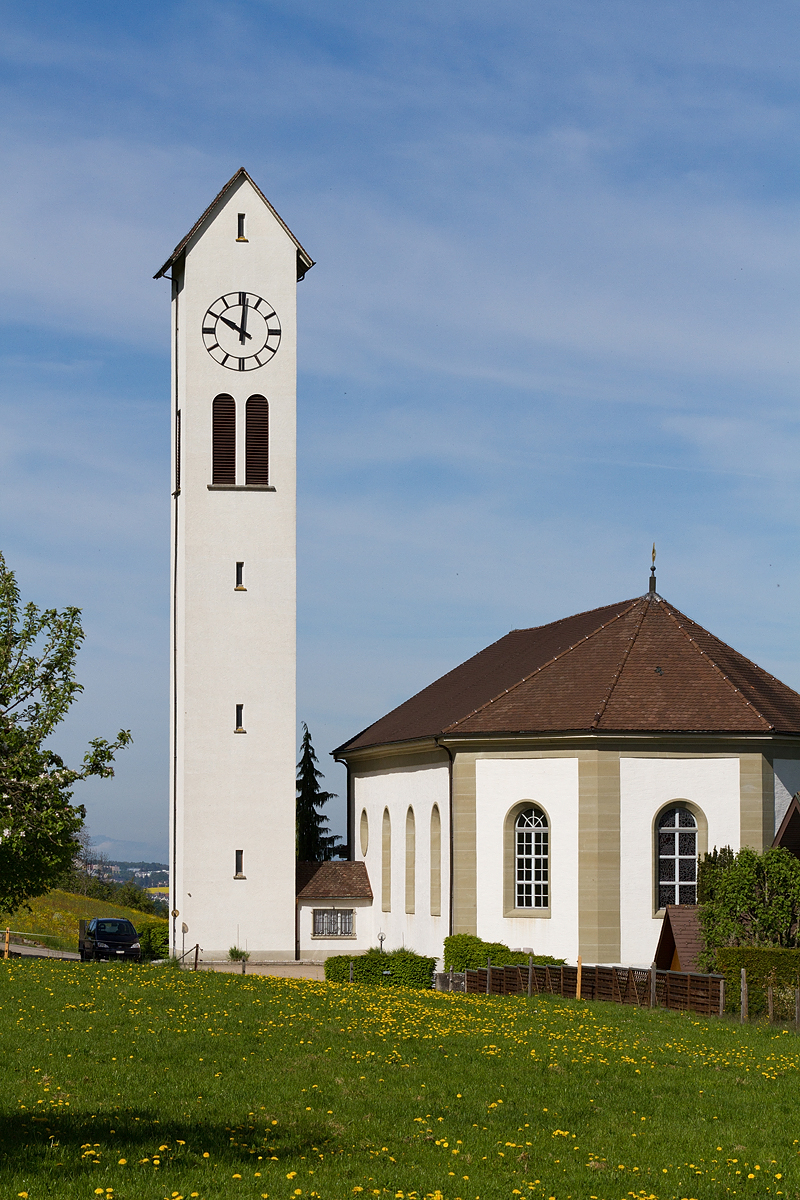
Reformierte Kirche